# Heart, Mind and Soul (album của TVXQ)
Heart, Mind and Soul là album phòng thu đầu tiên tại Nhật Bản của Tohoshinki, phát hành ngày 23 tháng 3 năm 2006 bởi Rhythm Zone. Album được phát hành 2 phiên bản: phiên bản CD bao gồm các bài hát và phiên bản CD+DVD bao gồm thêm các PV. Album đã đạt hạng 22 trên Oricon Album Chart và bán được hơn 18.000 bản.

## Danh sách bài hát
| CD  | CD                                    | CD                              | CD                                | CD         |
| STT | Nhan đề                               | Phổ lời                         | Phổ nhạc                          | Thời lượng |
| --- | ------------------------------------- | ------------------------------- | --------------------------------- | ---------- |
| 1.  | "Introlude"                           |                                 | Yasuski Fukuyama                  | 0:43       |
| 2.  | "言葉はいらない" (Kotoba Wa Iranai)   | Jun Tatsutano                   | Masaya Wada                       | 4:35       |
| 3.  | "明日は来るから" (Asu Wa Kuru Kara)   | Takeshi Seno, Mai Osanai        | Takeshi Seno, K-Muto              | 5:12       |
| 4.  | "Somebody to Love"                    | Yoshimitsu Sawamoto, Mai Osanai | Kei Haneoka, Daisuke Imai         | 4:52       |
| 5.  | "My Destiny"                          | Mai Osanai                      | Akihisa Matsuura, Maestro-T       | 5:12       |
| 6.  | "Hug"                                 | Kenn Kato                       | Park Chang Hyun, Hitoshi Harukawa | 4:07       |
| 7.  | "Break Up the Shell"                  | Kenn Kato                       | H-wonder                          | 3:54       |
| 8.  | "Stay with Me Tonight"                | Yoshimitsu Sawamoto, Mai Osanai | Kei Haneoka, Maestro-T            | 4:42       |
| 9.  | "愛せない愛したい" (Aisenai Aishitai) | Jun Tatsutano                   | Yoshihiro Toyoshima, Maestro-T    | 5:51       |
| 10. | "One"                                 | Jam, Kenzie                     | Kenzie                            | 4:04       |
| 11. | "Rising Sun"                          | Yoo Young Jin, m.c.A・T         | Yoo Young Jin                     | 4:42       |
| 12. | "Eternal"                             | Ryoji Sonoda                    | Kosuke Morimoto, Jin Nakamura     | 4:36       |
| 13. | "Heart, Mind and Soul"                | Mai Osanai, S.O.S.              | S.O.S.                            | 5:11       |

| CD Only First Press Bonus Track | CD Only First Press Bonus Track                                                   | CD Only First Press Bonus Track |
| STT                             | Nhan đề                                                                           | Thời lượng                      |
| ------------------------------- | --------------------------------------------------------------------------------- | ------------------------------- |
| 14.                             | "Stay With Me Tonight (A Cappella ver.)"                                          | 2:35                            |
| 15.                             | "Somebody To Love (A Cappella ver.)"                                              | 2:10                            |
| 16.                             | "My Destiny (A Cappella ver.)"                                                    | 2:36                            |
| 17.                             | "明日は来るから (ヴォーカル＆ピアノver.) (Asu wa Kuru Kara (Vocal & Piano ver.))" | 2:39                            |

| DVD | DVD                                      | DVD        |
| STT | Nhan đề                                  | Thời lượng |
| --- | ---------------------------------------- | ---------- |
| 1.  | "Stay With Me Tonight (PV)"              |            |
| 2.  | "Somebody To Love (PV)"                  |            |
| 3.  | "My Destiny (PV)"                        |            |
| 4.  | "明日は来るから (Asu Wa Kuru Kara) (PV)" |            |
| 5.  | "Rising Sun (KOREA) (PV)"                |            |
| 6.  | "Tonight (KOREA) (PV)"                   |            |

## Xếp hạng và tiêu thụ

### Oricon sales charts (Nhật)
| Ngày phát hành      | Chart                       | Thứ hạng cao nhất | Tổng lượng tiêu thụ | Chart Run |
| ------------------- | --------------------------- | ----------------- | ------------------- | --------- |
| 23 tháng 3 năm 2006 | Oricon Daily Albums Chart   |                   |                     |           |
| 23 tháng 3 năm 2006 | Oricon Weekly Albums Chart  | 22                | 18,000              | 4         |
| 23 tháng 3 năm 2006 | Oricon Monthly Albums Chart |                   |                     |           |
| 23 tháng 3 năm 2006 | Oricon Yearly Albums Chart  |                   |                     |           |

### Korea Yearly Foreign Albums & Singles
| Ngày phát hành      | Chart | Thứ hạng                                  | Tiêu thụ                                        |
| ------------------- | ----- | ----------------------------------------- | ----------------------------------------------- |
| 31 tháng 3 năm 2006 | 2006  | #5 (CD-only version) #32 (CD+DVD version) | 19,025 (CD-only version) 8,759 (CD+DVD version) |
| 31 tháng 3 năm 2006 | 2007  | #50                                       | 3,582                                           |

## Đĩa đơn
| Ngày phát hành      | Tiêu đề                           | Thứ hạng cao nhất | Chart run |
| ------------------- | --------------------------------- | ----------------- | --------- |
| 27 tháng 4 năm 2005 | Stay With Me Tonight              | 37                | 4 tuần    |
| 13 tháng 7 năm 2005 | Somebody To Love                  | 14                | 3 tuần    |
| 2 tháng 11 năm 2005 | My Destiny                        | 16                | 8 tuần    |
| 8 tháng 3 năm 2006  | Asu Wa Kuru Kara                  | 22                | 5 tuần    |
| 19 tháng 4 năm 2006 | Rising Sun / Heart, Mind and Soul | 22                | 5 tuần    |

## Ngày phát hành
| Quốc gia  | Ngày                |
| --------- | ------------------- |
| Nhật Bản  | 23 tháng 3 năm 2006 |
| Hàn Quốc  | 30 tháng 3 năm 2006 |
| Hồng Kông | 20 tháng 4 năm 2006 |